# Mărculești (Moldavia)
Mărculești è una città della Moldavia situata nel distretto di Florești di 2 081 abitanti al censimento del 2004 da non confondere con il comune omonimo del medesimo distretto.
La località, prossima a Florești, è sede dell'Aeroporto Internazionale di Mărculești, fondato come aeroporto militare convertito ad uso civile nel 2004. Dista 137 km dalla capitale Chișinău.

## Storia
Colonia agricola fondata nel 1837 sul nome  russo Starovka (Старовка), al censimento del 1930 (quando il territorio apparteneva alla Romania) l'87,4% della popolazione era ebrea. Alla fine della seconda guerra mondiale fu ripopolata.